# 西照寺 (長岡市上岩井)
西照寺（さいしょうじ）は、新潟県長岡市にある真宗大谷派の寺院。

## 歴史
1602年（慶長7年）に開山された。浄土真宗宗祖親鸞の高弟「二十四輩」の一人である西念によって建てられた信濃国（現・長野県）の長命寺から分寺し、転々とした後、最終的に現在地に移転した。
当寺には親鸞の木像がある。1743年（寛保3年）に譲り受けたものである。鎌倉時代末期の作で親鸞の木像としては唯一、国の重要文化財に指定されている。

## 文化財
- 木造親鸞聖人坐像（重要文化財 昭和35年6月9日指定）[3]

## 交通アクセス
- 長岡北SICより車8分。